# 100267 JAXA
100267 JAXA este un asteroid din centura principală de asteroizi.

## Descriere
100267 JAXA este un asteroid din centura principală de asteroizi. A fost descoperit pe 14 octombrie 1994 la Kiso de I. Sato, M. Abe și H. Araki. Asteroidul prezintă o orbită caracterizată de o semiaxă mare de 2,55 ua, o excentricitate de 0,17 și o înclinație de 3,6° în raport cu ecliptica.